# Dennis Bührer
Dennis Bührer (* 13. März 1983 in Emmendingen) ist ein ehemaliger deutscher Fußballspieler. Der Linksfuß, der sowohl im defensiven Mittelfeld als auch in der linken Außenverteidigung eingesetzt werden konnte, spielte zuletzt von 2011 bis 2018 beim Bahlinger SC, ehe er diesen ab der Saison 2018/19 als Cheftrainer übernahm.
Dennis Bührer ist der Sohn bzw. Neffe der ehemaligen Profi-Fußballspieler Hans und Karl-Heinz Bührer.

## Karriere
Der gebürtige Breisgauer Bührer wuchs im rund 25 km nördlich von Freiburg gelegenen Freiamt auf. Sein Elternhaus befand sich direkt neben dem Vereinsgelände des SV Ottoschwanden 1960, bei dem er im Alter von vier Jahren mit dem Fußballspielen begann. Im Juli 1996 wechselte er als C-Jugendlicher zum SC Freiburg und durchlief dort alle weiteren Altersklassen.
Bei der U-20-Weltmeisterschaft 2003 in den Vereinigten Arabischen Emiraten war Bührer von Trainer Uli Stielike für das Mittelfeld nominiert worden, kam jedoch nicht zum Einsatz. Insgesamt bestritt er für die U-20-Nationalmannschaft zwei Länderspiele.
Im Januar 2004 erhielt Bührer beim SC Freiburg einen Profivertrag und galt fortan als Perspektiv- bzw. Ergänzungsspieler für die Außenbahn. Sein Zweitliga-Debüt gab er am 3. Mai 2006 (32. Spieltag) beim 2:1-Auswärtssieg über Hansa Rostock, bei dem er sogar den Treffer von Karim Matmour zum zwischenzeitlichen 1:1 in der 30. Spielminute vorbereitete.
In der Winterpause der Saison 2007/08 verließ Bührer Freiburg und wechselte zum Regionalligisten Sportfreunde Siegen. Von dort wechselte er im Juli 2008 zum Regionalligisten Rot-Weiss Essen. Im Juni 2010 unterschrieb er einen Einjahresvertrag beim Drittligisten Dynamo Dresden, mit dem er am Ende der Saison in die 2. Bundesliga aufstieg. Da sein Vertrag bei Dynamo Dresden nicht verlängert wurde, musste sich Bührer zur Saison 2011/12 einen neuen Verein suchen. Fündig wurde er beim baden-württembergischen Oberligisten Bahlinger SC, der ihn unter Vertrag nahm. Mit dem Verein stieg er nach der Saison 2014/15 in die Regionalliga auf.
Zur Saison 2017/18 übernahm Dennis Bührer zusätzlich das Amt des Co-Trainers beim Bahlinger SC. Nach seinem Karriereende als Spieler am Ende dieser Spielzeit übernahm er die Mannschaft als Cheftrainer. Bereits in seinem ersten Jahr führte er die Mannschaft zur Meisterschaft in der Oberliga und zum Aufstieg in die Regionalliga.